# جيمي ويلسون (لاعب كرة قدم)
جيمي ويلسون (بالإنجليزية: Jimmy Wilson)‏ (و. 1986  م) هو لاعب كرة قدم أمريكية، من الولايات المتحدة، ولد في سان دييغو، كاليفورنيا، يلعب كمُؤمن ‏.

## التعليم
تعلم في ثانوية بوينت لوما ‏.